# Corazón salvaje (álbum)
Corazón salvaje es un álbum inédito de la cantautora chilena Denisse Malebrán grabado a durante el año 2013 y es está compuesto por versiones de canciones del artista mexicano Armando Manzanero, en el participaron los músicos Camilo Salinas, Danilo Donoso y fue producido por Fernando Julio. De este álbum sólo se conocen dos canciones que la artista promocionó por medio de la plataforma SoundCloud, estas son «Contigo aprendí» y «Desayuno».
Sobre la no publicación del álbum, esta se debió a que la artista comenzó a trabajar en la Dirección Sociocultural de la Presidencia de la República en el gobierno de Michelle Bachelet, la misma cantautora lo explica en el diario La Hora: «En el 2013 grabé un disco que se llama Corazón salvaje. Está listo, pero hasta hoy no lo he editado porque justo cuando lo iba a hacer empecé a trabajar en el Gobierno y desde entonces he estado ocupada con eso». El álbum ha permanecido inédito hasta la fecha. 